# Election (pel·lícula de 2005)
Election (黑社會, lit.: Societat Negra, una referència cantonesa comuna a la tríades), és una pel·lícula de ficció criminal de Hong Kong del 2005 dirigida per Johnnie To. Amb un gran elenc de conjunt, la pel·lícula és protagonitzada per Simon Yam i Tony Leung Ka-fai com a dos líders de bandes que lluiten pel poder per convertir-se en el nou líder d'una tríada de Hong Kong.
La pel·lícula es va estrenar com a "Selecció Oficial" al 58è Festival Internacional de Cinema de Canes, abans d'estrenar-se a Hong Kong el 20 d'octubre de 2005, amb un classificació de categoria III. Una seqüela, Election 2 (també coneguda com a Triad Election als Estats Units), es va publicar el 2006.
Hilary Hongjin He, estudiant de doctorat a la Universitat de Western Sydney, va afirmar que, en comparació amb la seva seqüela, aquesta pel·lícula és "menys política o sospitosa" des del punt de vista de la Xina continental.

## Argument
A Hong Kong, la tríada Wo Lin Shing, descendent de Hongmen i amb 50.000 persones, elegeix un nou president cada dos anys. Els dos principals contendents de les actuals eleccions, Lok i Big D, fan una "campanya" d'última hora. Lok és tranquil, pacient i temperat, mentre que Big D, que intenta comprar les eleccions amb suborns, és bulliciós, impacient i temperat. Després d'algunes baralles entre els partidaris d'ambdós candidats, els ancians de la tríada elegeixen a Lok com a nou president. Big D es nega a honorar el resultat i, en canvi, intenta obtenir la batuta de cap de drac de la tríada, símbol de l'autoritat del president, de Whistle, l'anterior president. Whistle ordena que s'amagui la batuta. Lok també fa que els seus partidaris cerquin la batuta.
La policia intervé per evitar les baralles internes i mantenir la pau arrestant les figures clau de la tríada, com Whistle, Big D i Lok, que és emmanillat i endut davant del seu fill petit. Tanmateix, a causa de la manca de proves incriminatòries, els membres de la tríada només poden ser detinguts temporalment. Durant la detenció, Big D ataca en Whistle, fent que Whistle sigui atropellat per un cotxe. Whistle, greument ferit, indica un intent de testificar a la unitat anti-tríada de la policia per exposar Big D; això allarga la detenció de Big D. No volent que els crims de la tríada quedin al descobert, Lok fa que el seu advocat convenci en Whistle de suïcidar-se per garantir la seguretat de la família de Whistle. Mentre està detingut, la policia permet que els ancians de la tríada intentin negociar la pau, però Big D amenaça amb separar-se de Wo Lin Shing i formar una nova tríada, que alteraria la tradició de la tríada i provocaria molta violència; això fa que la major part de la tríada s'uneixi contra Big D.
Diversos membres de la tríada intenten recuperar la batuta, inclòs Jimmy, l'oncle i el cap del qual, membre de la tríada, van ser greument ferits per Big D perquè suposadament li va costar les eleccions. Després d'interceptar i barallar-se entre els membres de la tríada, Jimmy finalment adquireix la batuta i la dona a Lok després que Lok digui que pot millorar els guanys de la tríada. Lok recompensa els que l'han ajudat a obtenir la batuta (Big Head, Jet, Jimmy, Kun i Mr. So) amb privilegis de convertir-se en els seus fillols. Big D és posat en llibertat sota fiança després de ser pagat per Lok. Utilitzant la batuta, Lok assegura la seva posició com a nou president de la tríada i ofereix un acord a Big D. Si Big D accepta Lok com a president, es faran càrrec de la lucrativa àrea de Tsim Sha Tsui junts, Lok protegirà les empreses de Big D i donarà suport a Big D per a la presidència a les properes eleccions d'aquí a dos anys; Big D accepta. Els membres de la tríada d'alt rang, inclosos Lok i Big D, es prometen lleialtat entre ells i amb la tríada durant la cerimònia de jurament de Lok.
Quan un cap de la tríada rival ofereix a Big D l'oportunitat de millorar els seus guanys amb la condició que Big D traeixi Lok, Big D reacciona trucant a Lok per a una aparent emboscada. Aquesta és una doble creu; Lok i Big D atrapen i assassinen el cap de la tríada rival. Finalment, Lok i Big D es fan càrrec de Tsim Sha Tsui amb èxit. Durant un viatge de pesca, Big D expressa el seu interès a convertir-se en copresident de la tríada juntament amb Lok, assenyalant que altres tríades tenen aquests arranjaments. Lok respon que aquesta no és la tradició de la seva tríada, però Big D no canvia d'opinió. Lok fingeix donar suport a la idea de Big D, després assassina Big D amb una pedra; d’això n’és testimoni el fill de Lok i la dona de Big D. Ella intenta fugir, però Lok l'escanya fins a la mort. Lok enterra Big D i la seva dona i abandona l'escena amb el seu fill sacsejat.

## Repartiment
- Simon Yam com a Lok
- Tony Leung Ka-fai com a Big D
- Louis Koo com a Jimmy
- Nick Cheung com a Jet
- Gordon Lam com a Kun
- Cheung Siu-fai com el Sr. Tan
- Lam Suet com a Big Head
- Wong Tin-lam com l'oncle Teng
- Tam Ping-man com a oncle Cocky
- Maggie Shiu com a dona de Big D
- David Chiang com a superintendent en cap Hui
- You Yong com a capità de la policia de la Xina
- Berg Ng com a inspector sènior Tod
- Raymond Wong com el detectiu Wong
- Law Wing-cheong els Quatre Ulls
- Kwok Fung com a cap de peix

## Desenvolupament
Segons To, no tenia cap intenció de fer una versió d'aquesta pel·lícula per a la Xina continental. La productora va fer una versió alterada de totes maneres, titulada Longcheng Suiyue (龙城岁月»Temps a la ciutat del Drac»). Segons Hilary He, aquesta versió té "deu retallades o canvis importants". En aquesta versió s'afegeix un agent d'aplicació de la llei encobert, mentre l'escena revela que un membre de la màfia estava sent utilitzat pel govern central de la RPC ja que es va ometre un talp. Una escena esborra una menció del turisme de naixement a Hong Kong, on els pares de la Xina continental donen a llum a Hong Kong perquè els seus fills esdevinguin residents permanents de Hong Kong. En aquesta versió tots dels delinqüents són arrestats i hi ha una escena on els ancians donen lliçons als joves sobre com evitar la màfia.

## Estrena

### Taquilla
Al final de la seva taquilla a Hong Kong, Election va recaptar uns 15,59 milions de dòlars de Hong Kong, que es considera bastant alt per a una pel·lícula que va rebre una qualificació Categoria III (restricció 18+) a Hong Kong.

### Recepció
Ignatiy Vishnevetsky de The A.V. Club va escriure, "La saga de [Johnnie] To deixa clar que l'interès propi, molt més que les idees tradicionals sobre l'honor, defineix els delinqüents contemporanis. Tot i que això no és una revelació sorprenent, l'escriptor-director genera amb destresa suspens (a més de comèdia astuta) a partir d'un estat d'ànim de malfiança que consumeix tot. […] Emocionant i divertit en una mesura igualment fosca, és un retrat incisiu d'una organització d'estil familiar disfuncional que lluita per actualitzar el seu sòrdid funcionament en una època de cobdícia capitalista sense control."

### Distribució
Election es va vendre a més de 21 territoris, incloent Optimum Releasing per al Regne Unit, ARP Sélection per a França i Hopscotch Films per a Austràlia, després de projectar-se al 58è Festival Internacional de Cinema de Canes en competició. Tartan Films ha adquirit tots els drets dels Estats Units d'aquesta pel·lícula des del maig de 2006.

## Premis i nominacions
La pel·lícula destaca per ser nominada a 14 Premis de Cinema Golden Horse al cinema de Hong Kong. La pel·lícula va ser nomenada Millor pel·lícula del 2005 als Premis de la Societat de Crítics de Cinema de Hong Kong, i To també va aconseguir els honors de millor director per la pel·lícula.
| Premis                                                       | Premis                               | Premis                    | Premis    |
| Premi                                                        | Categoria                            | Nom                       | Resultat  |
| ------------------------------------------------------------ | ------------------------------------ | ------------------------- | --------- |
| 25ns Premis del Cinema de Hong Kong                          | Millor pel·lícula                    | Election                  | Guanyador |
| 25ns Premis del Cinema de Hong Kong                          | Millor director                      | Johnnie To                | Guanyador |
| 25ns Premis del Cinema de Hong Kong                          | Millor actor                         | Tony Leung Ka-fai         | Guanyador |
| 25ns Premis del Cinema de Hong Kong                          | Millor actor                         | Simon Yam                 | Nominat   |
| 25ns Premis del Cinema de Hong Kong                          | Millor guió                          | Yau Nai-hoi Yip Tin-shing | Guanyador |
| 25ns Premis del Cinema de Hong Kong                          | Millor actor secundari               | Wong Tin-lam              | Nominat   |
| 25ns Premis del Cinema de Hong Kong                          | Millor actriu secundària             | Maggie Shiu               | Nominat   |
| 25ns Premis del Cinema de Hong Kong                          | Millor fotografia                    | Cheng Siu-Keung           | Nominat   |
| 25ns Premis del Cinema de Hong Kong                          | Millor muntatge                      | Patrick Tam               | Nominat   |
| 25ns Premis del Cinema de Hong Kong                          | Millor banda sonora                  | Lo Tayu                   | Nominat   |
| 42ns Premis de Cinema Golden Horse                           | Millor pel·lícula                    | Election                  | Nominat   |
| 42ns Premis de Cinema Golden Horse                           | Millor director                      | Johnnie To                | Nominat   |
| 42ns Premis de Cinema Golden Horse                           | Millor guió original                 | Yau Nai-hoi Yip Tin-shing | Guanyador |
| 42ns Premis de Cinema Golden Horse                           | Millor actor                         | Tony Leung Ka-fai         | Nominat   |
| 42ns Premis de Cinema Golden Horse                           | Millor actor secundari               | Wong Tin-lam              | Nominat   |
| 42ns Premis de Cinema Golden Horse                           | Millors efectes especials            | May Mok Charlie Lo        | Guanyador |
| 42ns Premis de Cinema Golden Horse                           | Millor fotografia                    | Cheng Siu-Keung           | Nominat   |
| 42ns Premis de Cinema Golden Horse                           | Millor banda sonora                  | Lo Tayu                   | Nominat   |
| 42ns Premis de Cinema Golden Horse                           | Millor Make-up i disseny de vestuari | Stanley Cheung            | Nominat   |
| 42ns Premis de Cinema Golden Horse                           | Millor coreografia d’acció           | Wong Chi-wai              | Nominat   |
| 12ns Premis de la Societat de Crítics de Cinema de Hong Kong | Millor pel·lícula                    | Election                  | Guanyador |
| 12ns Premis de la Societat de Crítics de Cinema de Hong Kong | Millor director                      | Johnnie To                | Guanyador |
| Festival de Sitges                                           | Johnnie To                           | Guanyador                 |           |
| Festival de Sitges                                           | Premi Carnet Jove Fantàstic          | Election                  | Guanyador |